# Инсурацеј (Браила)
Инсурацеј (рум. Însurăţei) насеље је у Румунији у округу Браила у општини Инсурацеј. Oпштина се налази на надморској висини од 25 m.

## Становништво
Према подацима из 2002. године у насељу је живело 6695 становника.

### Попис2002.
| Расподела становништва по националности 2002.‍ | Расподела становништва по националности 2002.‍ | Расподела становништва по националности 2002.‍ | Расподела становништва по националности 2002.‍ | Расподела становништва по националности 2002.‍ |
| --------------------------------------------- | --------------------------------------------- | --------------------------------------------- | --------------------------------------------- | --------------------------------------------- |
|                                               |                                               |                                               |                                               |                                               |
| Румуни                                        | Румуни                                        |                                               | 6.529                                         | 97,5%                                         |
| Роми                                          | Роми                                          |                                               | 165                                           | 2,5%                                          |